# Spiradiclis ferruginea
Spiradiclis ferruginea là một loài thực vật có hoa trong họ Thiến thảo. Loài này được D.Fang & D.H.Qin miêu tả khoa học đầu tiên năm 1993.